# Fluorid stříbřitý
Fluorid stříbřitý je anorganická sloučenina s chemickým vzorcem AgF3. Stříbro se v ní vyskytuje v neobvyklém oxidačním čísle +3. 

## Příprava
Fluorid stříbřitý lze připravit reakcí roztoku obsahující ionty tetrafluorostříbřitanu v bezvodém fluorovodíku s fluoridem boritým.
KAgF4 + BF3 → AgF3 + KBF4

## Vlastnosti
Fluorid stříbřitý je jasně červená, nestabilní diamagnetická sloučenina. Jeho krystalová struktura je podobná struktuře fluoridu zlatitého. Jedná se o polymer složený z obdélníkových jednotek AgF4 spojených do řetězců fluoridovými můstky.